# NGC 1779
NGC 1779 في الفهرس العام الجديد، هي مجرة، تقع في كوكبة النهر. اكتشفت في 30 يناير 1786 بواسطة ويليام هيرشل.

## روابط خارجية
- NGC 1779 على موقع ويكي سكاي: DSS2, SDSS, GALEX, IRAS, Hydrogen α, X-Ray, Astrophoto, Sky Map, Articles and images